# Повіт Сава
Пові́т Са́ва (яп. 佐波郡, さわぐん, МФА: [sawa guɴ]) — повіт у префектурі Ґумма, Японія.